# Danville (Kalifornia)
Danville – miasto w Stanach Zjednoczonych, w stanie Kalifornia, w hrabstwie Contra Costa, położone w Dolinie San Ramon (San Ramon Valley). Według spisu ludności z roku 2010, w Danville mieszka 42 039 mieszkańców.
Miasto leży u podnóża góry Diablo, od której swoją nazwę wzięła gra komputerowa. Jest protoplastą znajdującego się w niej miasteczka Tristam, także leżącego u podnóża góry.

## Ludzie związani z Danville
Urodziła się tutaj aktorka D’Arcy Carden.